# Trost-Ligand
Der Trost-Ligand ist ein chiraler tetradentater Chelatligand. Er wird zur übergangsmetallkatalysierten enantioselektiven Synthese eingesetzt.
Benannt ist er nach seinem Entwickler Barry Trost.

## Herstellung
Der Trost-Ligand kann durch Bildung eines Carbonsäureamids aus (R,R)- beziehungsweise (S,S)-1,2-Diaminocyclohexan und 2-Diphenylphosphinobenzoesäure hergestellt werden. Die Reaktion wird unter Bedingungen ähnlich der Steglich-Veresterung geführt. Hierzu werden die Komponenten in Dichlormethan (CH2Cl2) mit Dicyclohexylcarbodiimid (DCC) und 4-Dimethylaminopyridin (DMAP) zur Reaktion gebracht.

## Eigenschaften
Der Trost-Ligand ist eine C2-symmetrische chirale organische Verbindung. Die meso-Form (R,S) ist achiral. Der Drehwert einer einmolaren Lösung des (S,S)-Trost-Liganden in Methanol bei 20 °C beträgt −134° bei einer Wellenlänge von 589 nm.
Im Komplex fungiert der Trost-Ligand als vierzähniger Chelatligand, wobei er über jeweils zwei stickstoff- und phosphor-vermittelte Bindungen am Metallzentrum koordiniert.

## Verwendung
Der Ligand kann in einer Reihe enantioselektiver übergangsmetallkatalysierter Reaktionen zum Einsatz kommen. Ein klassisches Anwendungsgebiet ist die Trostsche asymmetrische allylische Alkylierung.